# Platylister atratus
Platylister atratus är en skalbaggsart som först beskrevs av Wilhelm Ferdinand Erichson 1834.  Platylister atratus ingår i släktet Platylister och familjen stumpbaggar. Inga underarter finns listade i Catalogue of Life.